# Michael Federmann
Michael Federmann (* 9. September 1943 in Haifa) ist ein in Tel Aviv lebender israelischer Unternehmer, tätig auf den Gebieten der Rüstungsindustrie (Elbit Systems) und in der Hotelbranche (Dan Hotels). Mit einem Privatvermögen von 2,1 Mrd. US-Dollar (Stand: November 2020) zählt er zu den reichsten Israelis.

## Leben
Über seine Beteiligungsgesellschaft „Federmann Enterprises Ltd.“ (FEL) hielt Michael Federmann 2020 u. a. Beteiligungen an „Elbit Systems“ (44,3 %), „Dan Hotels“ (ca. 43 %) und „Freiberger Compound Materials GmbH“ (100 %).
Michael Federmann ist verheiratet und hat drei Kinder.

## Auszeichnungen
Am 12. Januar 2014 wurde Michael Federmann für seine Verdienste um Freiberg als Hochtechnologie-Standort und damit auch für den Freistaat Sachsen das Ehrenbürgerrecht der Stadt Freiberg verliehen.